# Chicago and North Western Railway
Le Chicago and North Western Railway (sigle de l'AAR: CNW) était une compagnie de chemin de fer américain de classe I du Midwest active entre 1859 et 1995.
Il était aussi connu sous le nom de North Western et son réseau atteignait les 8 000 km au début du XXe siècle. Grâce aux rachats du Chicago Great Western Railway, du Minneapolis and St Louis Railway et d'autres compagnies, le C&NW finit par avoir dans les années 1970 l'un des réseaux les plus longs des États-Unis avec 19 000 km de voies répartis sur 7 États. En 1972, la compagnie fut vendue à ses employés, et fut renommée Chicago and North Western Transportation Company. 
À la fin des années 1970, le réseau commença à se réduire. La vente d'une partie des lignes situées principalement dans le Dakota du Sud et le Minnesota, permit la création du Dakota, Minnesota and Eastern Railroad en 1986, lequel finit par être racheté par le Canadian Pacific Railway en 2008. 
Début 1995, l'abandon ou la vente de lignes, constituées en majorité d'embranchement à trafic réduit, principalement dans l'Iowa, l'Illinois, le Minnesota, le Dakota du Sud et le Wisconsin, ramena le réseau à 5 000 km. En avril 1995, le CNW cesse d'exister à la suite de son rachat par l'Union Pacific Railroad. Certaines lignes du Wisconsin sont vendues par l'état au Wisconsin and Southern Railroad (en).

## Histoire

### Les origines
En 1855, le Chicago, St. Paul & Fond du lac fut créé pour relier Chicago à la région nord-ouest des Grands Lacs. Il fit banqueroute en 1859. Ses actifs furent repris par une nouvelle compagnie  enregistrée le 7 juin 1859 sous le nom de Chicago and North Western Railway. Le 15 février 1865, il fusionna officiellement avec le Galena & Chicago Union Railroad. Ce dernier était le plus ancien chemin de fer de Chicago, puisqu'il avait été enregistré dès le 16 janvier 1836, mais il ne commença son activité qu'en décembre 1848. 
Il constitue donc l'origine du réseau du North Western. Il acheta ensuite plusieurs petites compagnies comme le Chicago, St. Paul and Fond du Lac Rail Road en 1859, le Peninsula Railroad en 1864, l'Escanaba & Lake Superior Railway en 1882,  l'Iron Range Railway et l'Iron River Railway en 1889, le Paint River Railway en 1891, le Milwaukee, Lake Shore & Western Railway en 1893.

### L'extension du réseau
Depuis 1882, le North Western contrôlait la majorité des actions du Chicago, St. Paul, Minneapolis and Omaha Railway (Omaha Road). La ligne principale de l'Omaha Road, partait de Elroy, Wisconsin où il faisait une jonction avec le North Western, traversait les Twin Cities (Saint-Paul et Minneapolis), descendait vers Sioux City, Iowa pour finalement arriver à Omaha, Nebraska. Le 1er janvier 1957, le North Western loua officiellement l'Omaha Road, puis il le fusionna en 1972. 
Dans ses dernières années, le North Western prit possession de plusieurs petites compagnies. Il acheta l'Escanaba, Iron Mountain and Western Railroad en 1947. Il finalisa l'acquisition du Litchfield and Madison Railway le 1er janvier 1958; cette compagnie longue de 70 km reliait l'est de Saint-Louis, Missouri à Litchfield, Illinois. Le 30 juillet 1968, le North Western acquit deux anciens chemins de fer interurbains : le Des moines and Central Iowa Railway long de 58 km permettant l'accès à l'usine Firestone de Des Moines, Iowa, et le Fort Dodge Des Moines and Southern Railway long de 176 km  donnant accès aux usines de gypse de Fort Dodge, Iowa. 
Le 1er novembre 1960, le C&NW acquit les 2 400 km de voies du Minneapolis and St. Louis Railway. En dépit de son nom, il ne reliait Minneapolis, Minnesota qu'à Peoria, Illinois. Cette acquisition augmenta le trafic, apporta un matériel roulant moderne et élimina la concurrence.
Le North Western fusionna les 2 400 km du Chicago Great Western Railway le 1er juillet 1968. Le réseau du CGW reliait Chicago, Illinois à Oelwein, Iowa. De là, des lignes séparées allaient vers les Twin Cities, Minnesota, Omaha, Nebraska et Kansas City, Missouri. Une connexion entre Hayfield (Minnesota) et Clarion, Iowa permettait de relier directement les Twin Cities à Omaha. Le CGW faisait doublon avec les routes du Chicago and North Western entre Chicago, les Twin Cities et Omaha, tout en étant plus long; par contre cette fusion permit l'accès vers Kansas City et élimina un concurrent de plus. 
Après avoir abandonné le projet de fusion avec le Milwaukee Road en 1970, Benjamin W Heineman, qui dirigeait le C&NW ainsi que le groupe apparenté Northwest Industries depuis 1956, organisa la vente du chemin de fer à ses employés en 1972. Les mots "Employee Owned" furent ajoutés sur le logo de la compagnie. Après que le Rock Island eut cessé son activité le 31 mars 1980, le North Western remporta la vente aux enchères face au Soo Line pour l'achat de la section "Spine Line" longue de 960 km entre les Twin Cities et Kansas City, Missouri, via Des Moines, Iowa. La vente adjugée pour 93 millions de dollars au North Western fut approuvée par l'ICC le 20 juin 1983. La ligne était bien construite, mais à cause d'un défaut de maintenance imputée à la banqueroute du Rock Island, une réhabilitation majeure fut entreprise en 1984. Le North Western commença alors à abandonner la section Oelwein / Kansas City, héritée de son ancien réseau du Chicago Great Western, qui faisait doublon avec la nouvelle portion du Spine Line. 
À son apogée, le réseau comptait plus de 8 000 km de voies sur sept États.

### L'ère de l'Union Pacific
En avril 1995, l'Union Pacific Railroad acheta le Chicago and North Western Transportation Company. Les locomotives du C&NW continuèrent à circuler sous leurs livrées d'origine plusieurs années après la fusion. Par exemple, en 2007, deux locomotives Dash 9-44CW no 8646 et 8701 conservaient leurs logos du C&NW, tout en adoptant certaines caractéristiques de l'UP, comme la livrée de l'air climatisé, les klaxons, les numéros, etc. L'Union Pacific décida de laisser ces deux locomotives dans leurs états actuels jusqu'à la survenue d'un sérieux problème mécanique qui obligerait à une révision et une reprise de la peinture dans les ateliers de Jenks Shop à North Little Rock, Arkansas. 
En plus de cela, de nombreuses anciennes unités du C&NW reçurent  des "patchs" avec de nouveaux numéros de route et l'emblème de leurs nouveau propriétaire. Environ 40 unités "patchées" demeurent sur le réseau de l'UP, et quelques autres dans des compagnies concurrentes.
Toutefois il est encore possible de trouver des unités non modifiées du C&NW toujours en activité. Par exemple les C&NW no 411 et C&NW no 1518 sont conservées et préservées au Musée ferroviaire de l'Illinois; la C&NW no 4153 travaille pour les semences du Dakota du Sud ; et plusieurs autres GP7 et GP9 ainsi que quelques autres locomotives du C&NW sont possédées par de petites lignes régionales ou des industries. 
L'Union Pacific poursuit sa nouvelle tradition consistant à diffuser des unités dites "Heritage" représentant les  livrées des différentes compagnies absorbées. Une EMD SD70 Ace est dévoilée le 15 juillet 2006 dans la gare de North Western Station à Chicago en livrée "Heritage" aux couleurs de l'ancien C&NW. Cette machine est en service exclusivement sur l'ancien réseau du C&NW, avec quelquefois un couplage aux machines C&NW 8646 et 8701.

## Le service train de voyageurs

### Les 400
Le train le plus réputé du C&NW s'appelait le 400, et circulait entre Chicago et les Twin Cities. Il fut introduit en 1935 pour concurrencer les Zephyrs du Chicago, Burlington and Quincy Railroad et les Hiawathas du Milwaukee Road. Ce train était ainsi nommé car il parcourait les 400 miles (640 km) séparant Chicago des Twin Cities en 400 minutes. Le C&NW fut le premier réseau à lancer un service régulier à grande vitesse entre Chicago et les Twin Cities; en 1939, il modernisa son 400 avec des locomotives E3A en unités doubles et des voitures streamliners. Finalement, ce train fut renommé Twin Cities 400, et la plupart des trains de voyageurs du North Western reçurent le suffixe 400, comme le Flambeau 400, le Rochester 400 et le Kate Shelley 400. Le CNW exploitait également d'autres trains avec patronyme comme le Ashland Limited, Duluth-Superior Limited, and the North Western Limited. Le C&NW arrêta l'exploitation du Twin Cities 400 en 1963, et tout le service de voyageurs intercités prit fin avec la formation de l'Amtrak en 1971.

### Les trains avec dénominations et leurs lignes respectives
Sur de longs parcours, le North Western exploitait certains trains de voyageurs comme l'Overland Limited (ex : Overland Flyer), le City of Los Angeles, le City of San Francisco, le City of Denver et le Challenger, en partenariat avec l'Union Pacific et le Southern Pacific. Ces liaisons existèrent de 1889 à 1955, après quoi, la route du C&NW vers Chicago fut transférée au Milwaukee Road en raison du mauvais état de ses voies.
- de Chicago à Omaha, puis d'Omaha à la côte ouest avec l'Union Pacific:
- The Pacific, Streamliner City of Los Angeles, The Utahn, The Los Angeles Limited:  de Chicago à Los Angeles
- Streamliner City of Portland, The Pacific, The Idahoan: de Chicago à Portland et Seattle
- Gold Coast, San Francisco Overland, Streamliner City of San Francisco: de Chicago à San Francisco
- City of Denver: de Chicago à Denver
- Kate Shelley 400 : de Chicago à Omaha

- de Chicago à Minneapolis/St. Paul:
- Twin Cities 400
- Viking
- Victory
- North Western Limited

- de Minneapolis/St.Paul à Omaha:
- The North American
- Mondamin
- Nightingale

- de Chicago à Wisconsin cities:
- Capitol 400, The Madisonion : de Chicago à Madison, WI
- Duluth Superior Limited : de Chicago à Duluth Superior
- Commuter 400
- City of Milwaukee
- Shoreland 400: de Chicago à Green Bay
- Flambeau 400, Ashland Limited: de Chicago à Ashland, WI

- de Chicago à Iron and Copper Country (Northern Wisconsin/Michigan Upper Peninsula:)
- Valley 400: de Chicago à Menominee, MI
- Peninsula 400, Iron and Copper Country Express: de Chicago à Ishpeming, MI

- de Chicago to Rapid City via Southern Minnesota:
- Minnesota 400 (plus tard Dakota 400)
- Minnesota, Black Hills Express
- Rochester-Minnesota Special (plus tard Rochester 400)

### les trains de banlieue
Le Chicago and North Western exploitait également un service de train de banlieue dans la région de Chicago, où il développa ce qui fut probablement la première rame automotrice réversible (control car ou cab car). Elle est actuellement conservée à l'Illinois Railway Museum. Certaines anciennes lignes de banlieue du C&NW sont toujours utilisées par le réseau du Metra.

## Le logo
L'emblème très connu du C&NW "Ball and Bar" apparut pour la première fois en 1885. Les premières versions avaient une barre supplémentaire identifiant la ligne comme SC&P (Sioux City & Pacific) . En 1944 le mot "line" est changé par "system". En 1970, le C&NW était la première major compagnie détenue par ses employés. En 1972 les mots "Chicago" et "system" du logo sont changés par "employee owned".

## Les particularités
Il commença primitivement sur de la voie étroite de 3 pieds (91,5 cm) dans les Black Hills sur le Fremont Elkhorn & Missouri Valley, mais également sur de la voie large de 6 pieds (1,86 m) dans la région de Chicago (Illinois et  Wisconsin). Le réseau était connu pour sa circulation à gauche sur les portions à double voie, alors que dans les États-Unis la plupart des chemins de fer circulaient à droite. Lorsque le North Western construisait une ligne, la gare était toujours disposée à gauche par rapport au sens province-Chicago. Plus tard, lorsque la seconde voie fut ajoutée, elle fut placée du côté opposé à la gare. Mais comme la plupart des voyageurs qui attendaient en gare se dirigeaient vers Chicago, il fut décidé que le quai d'embarquement serait celui jouxtant la gare. La circulation à gauche était créée. Le coût de la redisposition des signaux et des aiguillages empêcha la conversion vers une circulation à droite. 
Le C&NW était également connu pour ses équipements dont une bonne partie était d'occasion. Le North Western faisait des économies partout où c'était possible, et il reçut comme surnom "Cheap and Nothing Wasted."

### Traduction
- (en) Cet article est partiellement ou en totalité issu de l’article de Wikipédia en anglais intitulé « Chicago and North Western Railway » (voir la liste des auteurs).